# قائمة ثدييات العراق

العراق باللون الأخضر

هذه قائمة بأنواع الثدييات المسجلة في العراق، حيث أن هناك 78 نوعا من الثدييات في العراق، منها 0 مهدد بالانقراض، و1 معرض للانقراض، و11 عرضة للانقراض، و3 قريبة من التهديد بالانقراض. و1 من الأنواع المدرجة في قائمة العراق لم يعد موجوداً في البرية.[محل شك]
تستخدم العلامات التالية لتسليط الضوء على حالة حفظ كل الأنواع، والمقررة من قبل الاتحاد الدولي لحفظ الطبيعة وهي:
| EX | منقرض                     | لا شك في موت آخر نوع.                                                                                                |
| EW | منقرض في البرية           | معروف فقط بالبقاء في الأسر أو في شكل تجمعات طبيعية جيدة خارج النطاق السابق.                                          |
| CR | مهدد بالانقراض            | هذا النوع على وشك الانقراض في البرية.                                                                                |
| EN | معرض للانقراض             | يواجه هذا النوع خطر مرتفع للغاية بالانقراض في البرية.                                                                |
| VU | عرضة                      | يواجه هذا النوع ارتفاع مخاطر الانقراض في البرية.                                                                     |
| NT | قريب من التهديد بالانقراض | هذا النوع لا يفي بأي من المعايير التي من شأنها أن تصنف بأنها تخاطر بالانقراض ولكن من المرجح أن تفعل ذلك في المستقبل. |
| LC | أقل قلق                   | لا توجد مخاطر حالية لهذا النوع.                                                                                      |
| DD | قصور بيانات               | لا توجد معلومات كافية لإجراء تقييم للمخاطر لهذه الأنواع.                                                             |

تم تقييم بعض الأنواع باستخدام مجموعة من المعايير السابقة. تقييم الأنواع التي تستخدم هذا النظام من الأدنى للتهديد إلى قلق أقل:
| LR/cd | انخفاض المخاطر / حفظ مشروط | أنواع كانت محور برامج حفظ وربما يكون قد انتقل إلى فئة عالية المخاطر إذا أوقف هذا البرنامج. |
| LR/nt | انخفاض خطر / قريب مهدد     | أنواع قريبة من أن تصنف على أنها عرضة للانقراض لكنها ليست موضوعا لبرامج المحافظة.           |
| LR/lc | مخاطر أقل / أقل قلقا       | أنواع لا توجد مخاطر تعريفية لها.                                                           |

## فرع حيوي:الوحشيات

### تحت الطائفة:وحشيات حقيقية

#### رتبةالخيلانيات

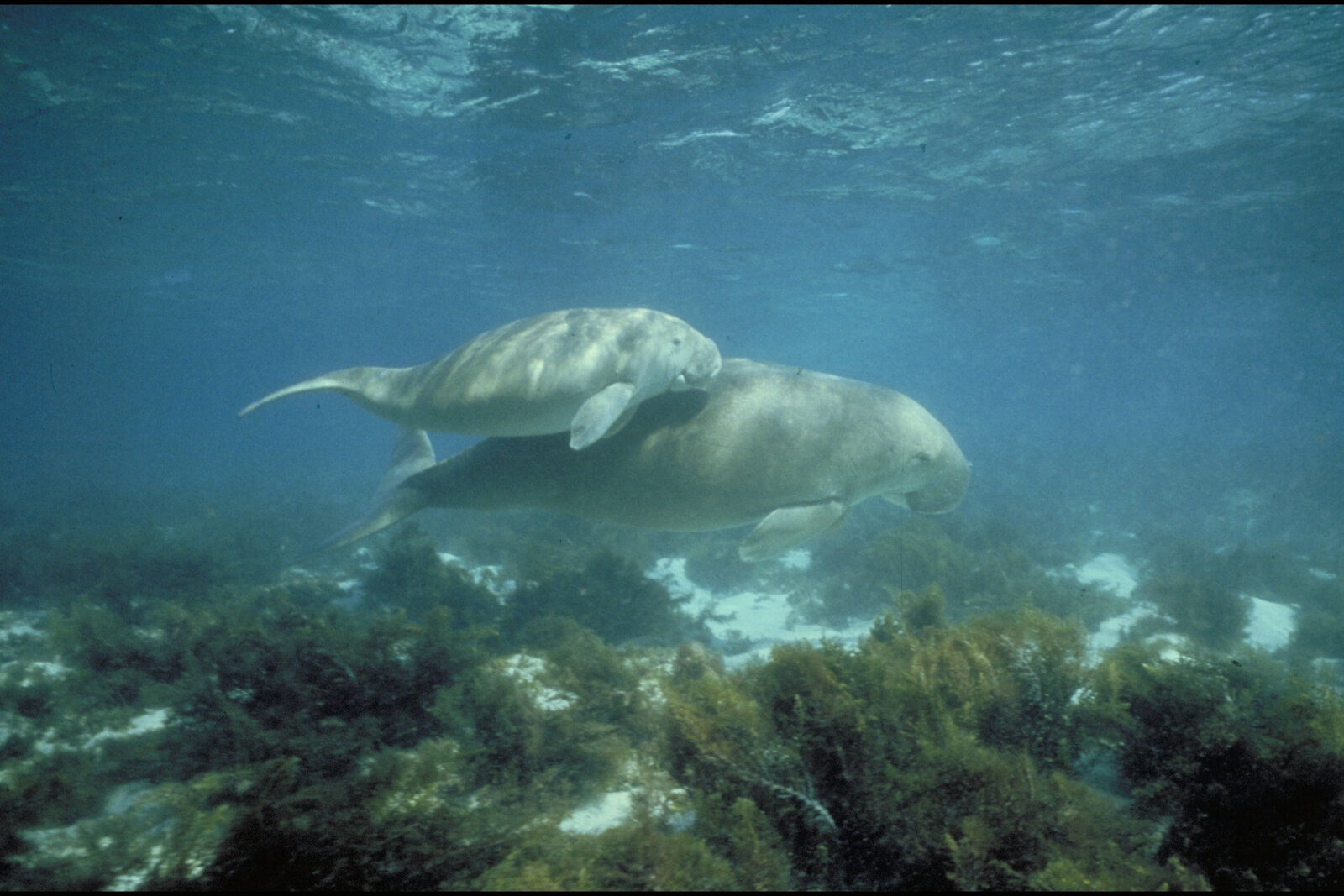
أطوم

الخيلانيات هي حيوانات مائية وثدييات عاشبة تعيش في الأنهار ومصبات الأنهار والمياه البحرية الساحلية والمستنقعات والأراضي الرطبة البحرية. جميع أنواعها الأربعة معرضة للانقراض.
- - الفصيلة: أطومات
    - الجنس: أطوم
      - أطوم Dugong dugon حالتها (عرضة للانقراض)

#### رتبةالقوارض

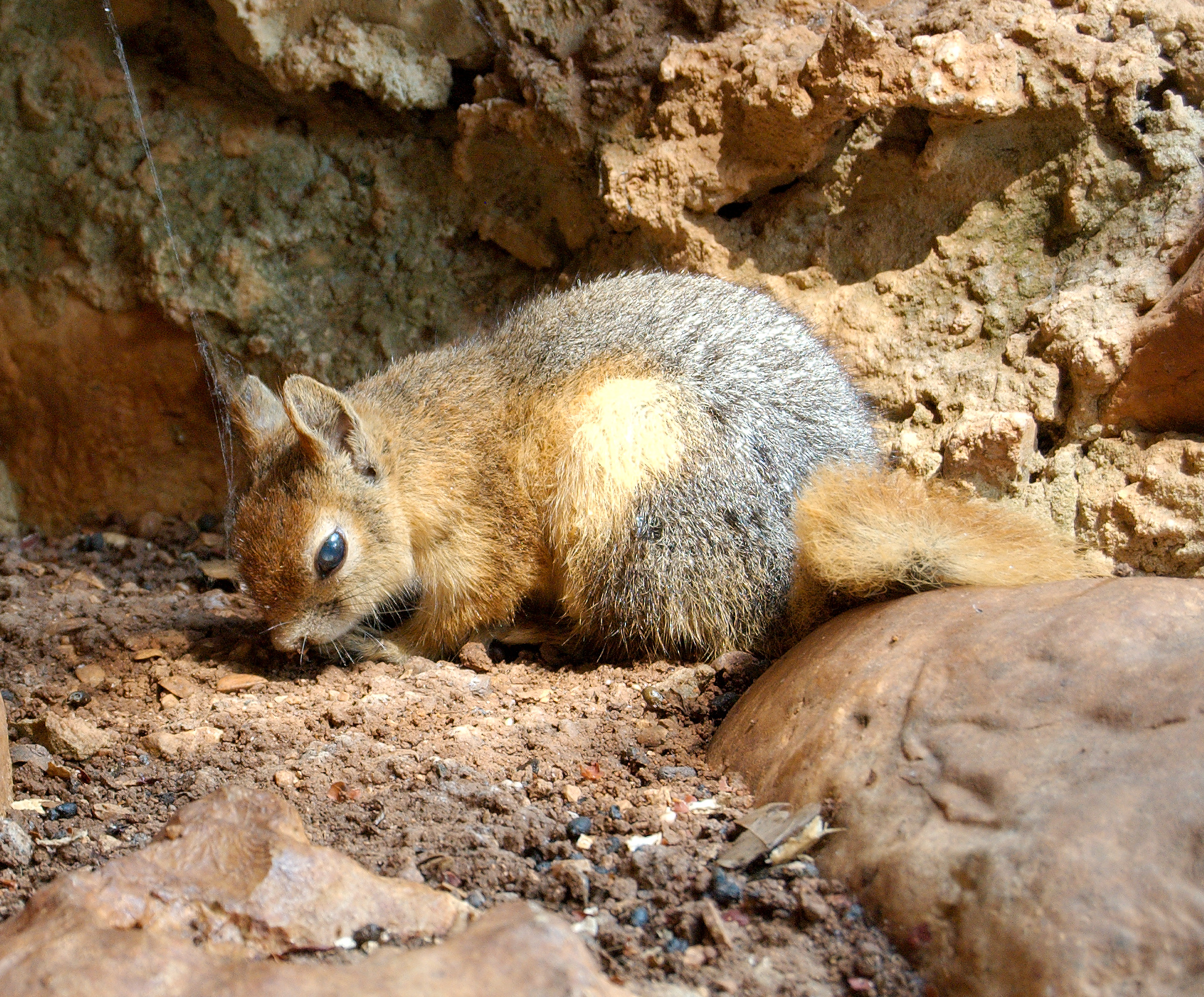
سنجاب فارسي

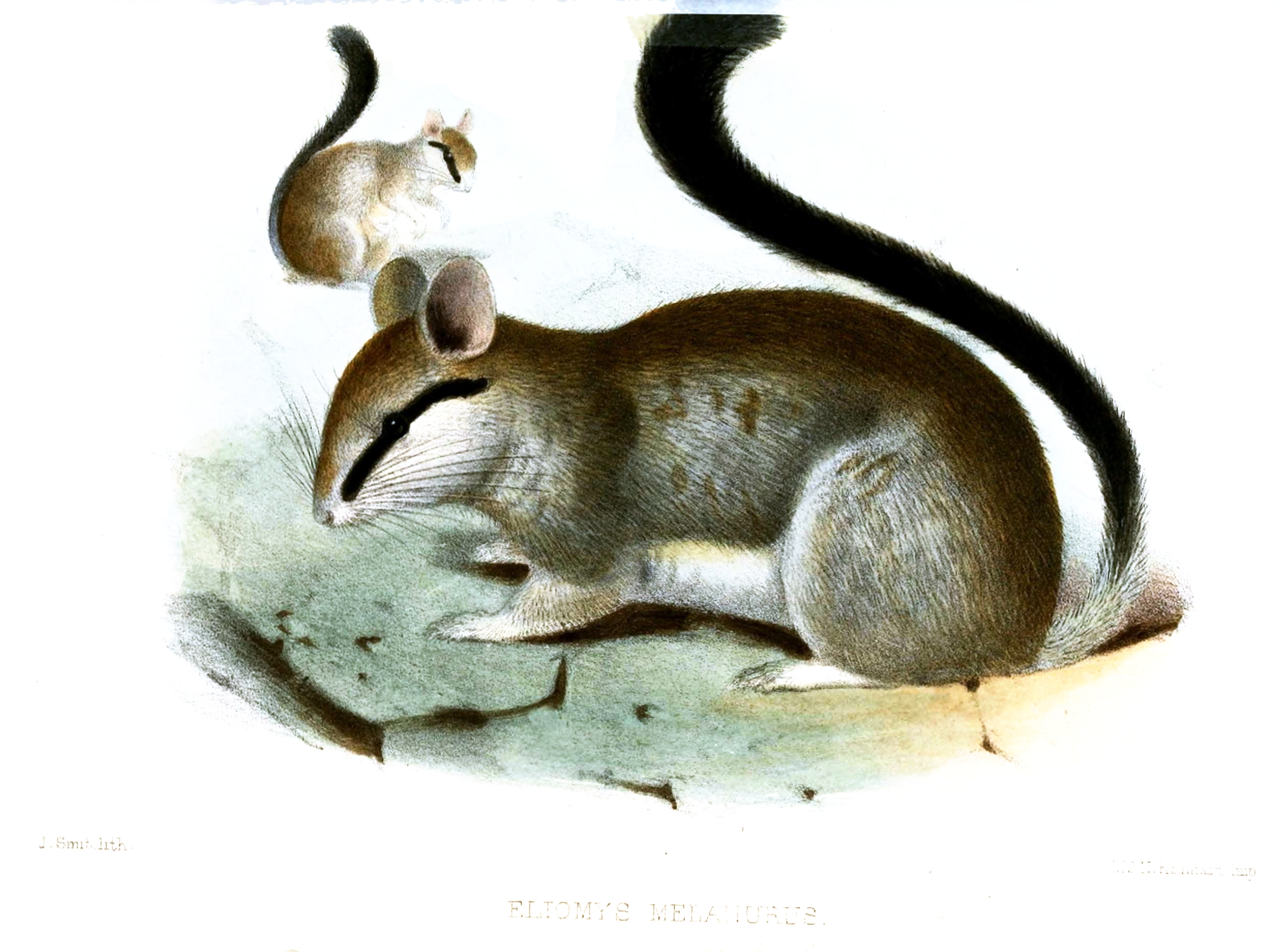
زغبة الحدائق

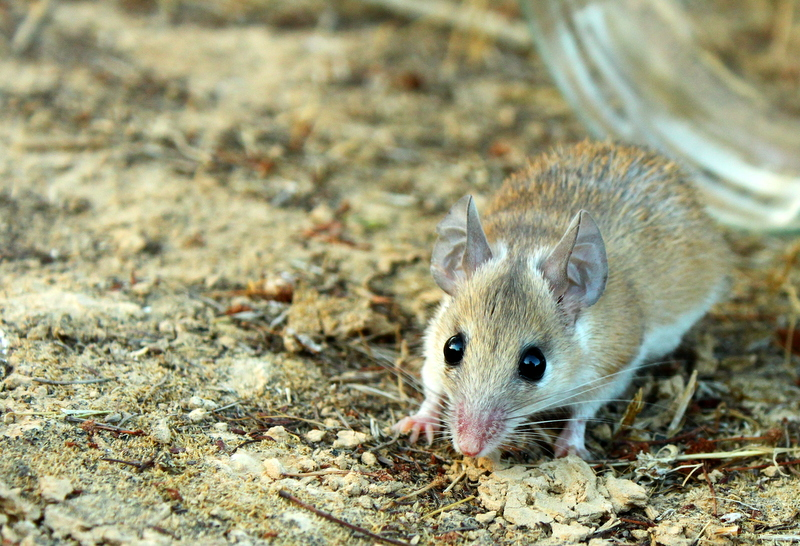
فأر شوكي مصري

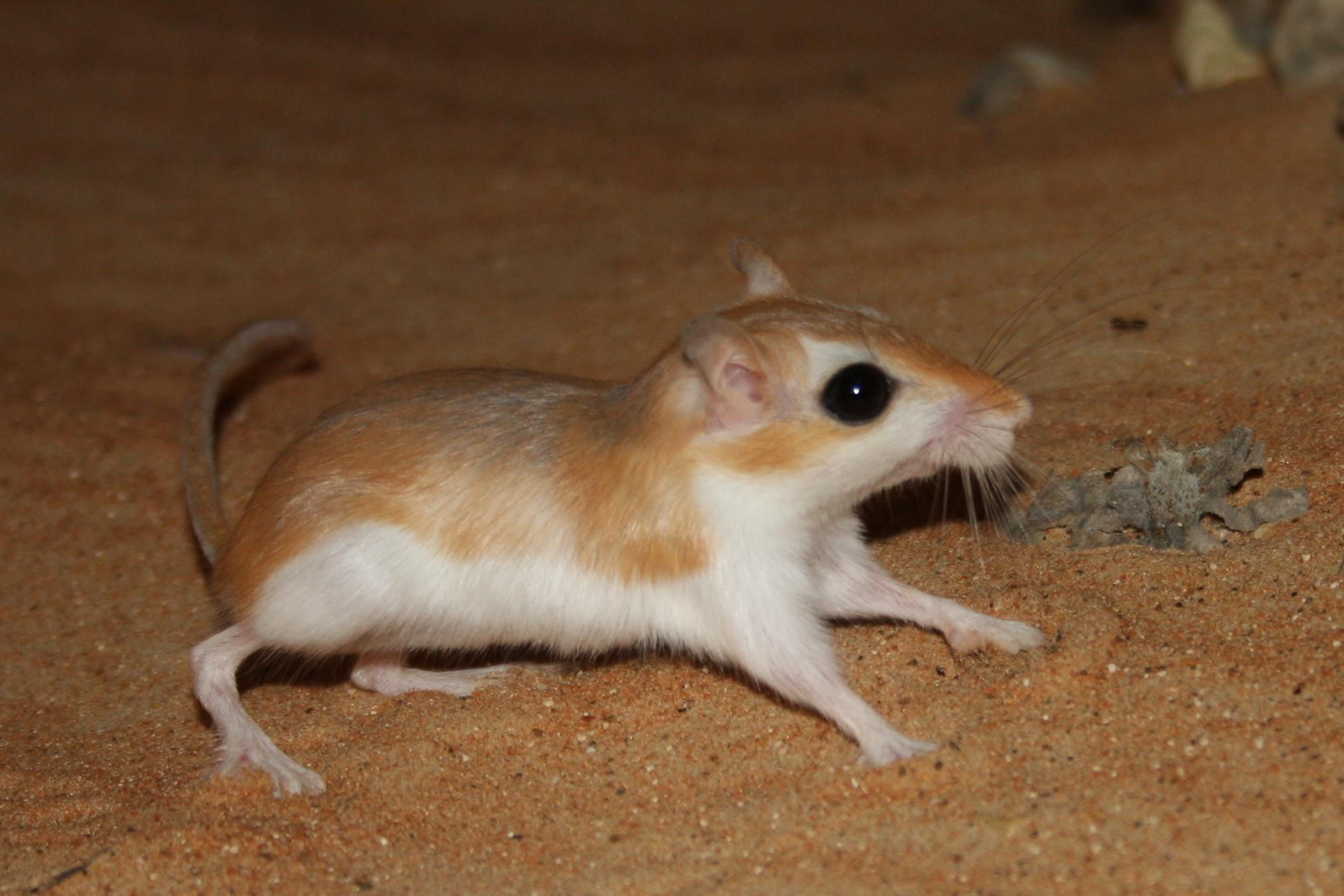
عضل جيسمان

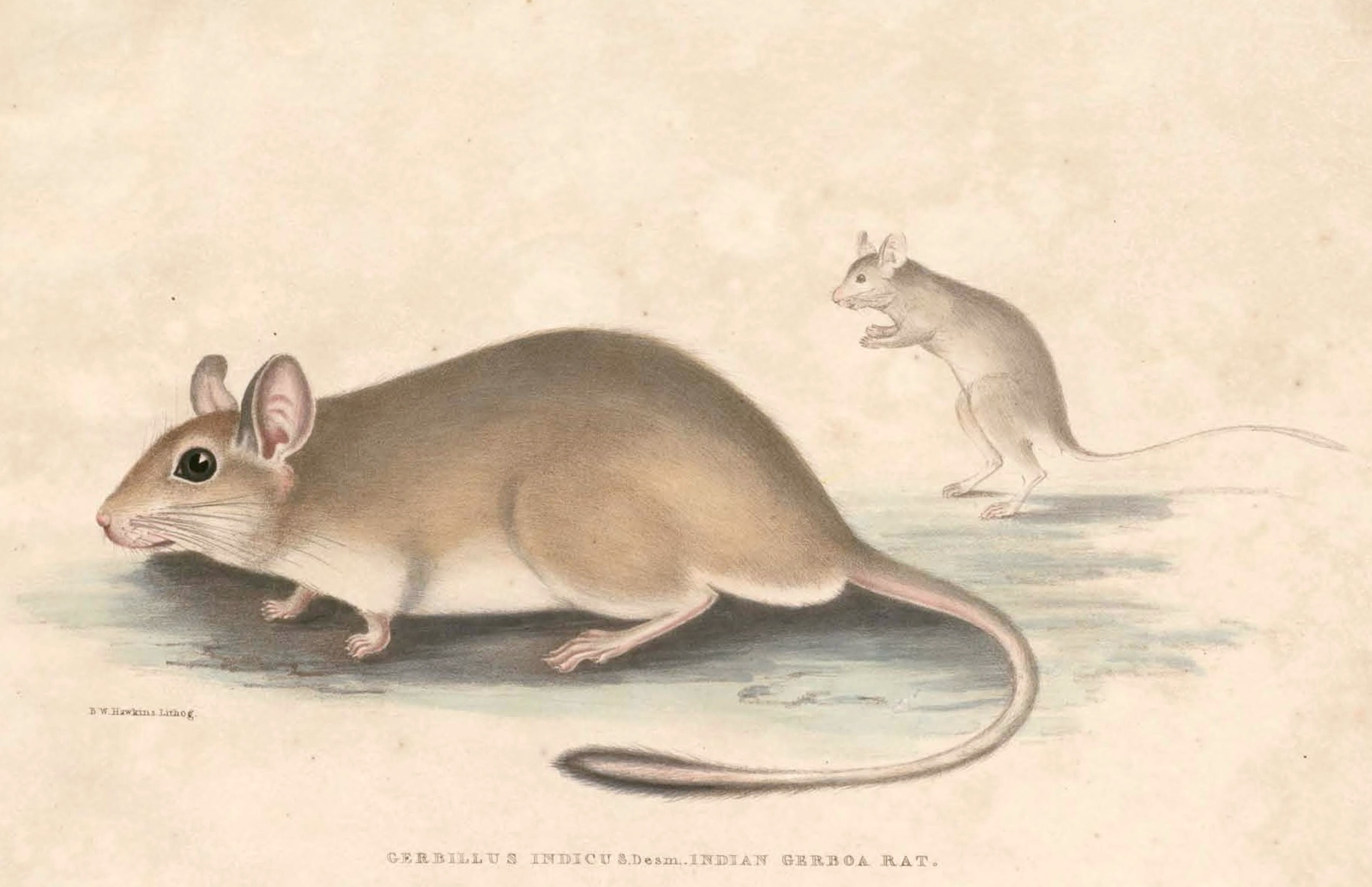
عضل هندي

القوارض تشكل أكبر رتبة في الثدييات وتمثل أكثر من 40 بالمئة من أنواع الثدييات، لديها اثنين من القواطع في الفك العلوي والسفلي دائمة النمو وتبقى قصيرة بالطول بفعل القضم. معظم القوارض صغيرة ولكن خنزير الماء يمكن أن يصل وزنه إلى 45 كيلوغراماً أي (100 رطلٍ).
- رتيبة سنجابيات الفك
  - الفصيلة: سنجابيات (squirrels)
    - الفُصَيِْلَة: سنجاباوات
      - Tribe: Sciurini
        - الجنس: سنجاب
          - سنجاب فارسي Sciurus anomalus حالته (انخفاض خطر / قريب مهدد)

  - الفصيلة: زغبات (dormice)
    - الفُصَيِْلَة: أزغاب عملاقة
      - الجنس: زغبة حرجية
        - زغبة الغابات Dryomys nitedula حالتها (انخفاض خطر / قريب مهدد)

      - الجنس: زغبة الحدائق
        - زغبة الحدائق Eliomys melanurus حالتها (أقل قلقٍ)

  - الفصيلة: يربوعيات (jerboas)
    - الفُصَيِْلَة: Allactaginae
      - الجنس: Allactaga
        - يربوع فراتي Allactaga euphratica حالتها (انخفاض خطر / قريب مهدد)

  - الفصيلة: خلديات Spalacidae
    - الفُصَيِْلَة: الخلد Spalacinae
      - الجنس: الخلد Nannospalax
        - خلد فلسطيني Nannospalax ehrenbergi حالتها (أقل قلقٍ)

  - الفصيلة: قداديات
    - الفُصَيِْلَة: أقداد
      - الجنس: قداد قزمي
        - قداد مهاجر Cricetulus migratorius حالتها (انخفاض خطر / قريب مهدد)

      - الجنس: قداد متوسط
        - قداد تركي Mesocricetus brandti حالته (مخاطر أقل / أقل قلقا)

    - الفُصَيِْلَة: أرفيكولاوات
      - الجنس: العكبر
        - Günther's Vole Microtus guentheri حالتها (انخفاض خطر / قريب مهدد)
        - عكبر إيراني Microtus irani حالته (مخاطر أقل / أقل قلقا)

  - الفصيلة: فأرية (mice, rats, voles, gerbils, hamsters, etc.)
    - الفُصَيِْلَة: Deomyinae
      - الجنس: فأر شوكي
        - فأر شوكي مصري Acomys cahirinus حالته (أقل قلقٍ)

    - الفُصَيِْلَة: يربوع
      - الجنس: يربوع
        - عضل جيسمان Gerbillus cheesmani حالته (مخاطر أقل / أقل قلقا)
        - عضل وكنر Gerbillus dasyurus حالته (مخاطر أقل / أقل قلقا)
        - عضل ما بين النهرين حالته (مخاطر أقل / أقل قلقا)
        - عضل بلوشي حالته (أقل قلقٍ)

      - الجنس: جرد
        - جرد غليظ Meriones crassus حالته (أقل قلقٍ)
        - جرد ليبي Meriones libycus حالته (أقل قلقٍ)
        - Persian Jird Meriones persicus حالته (مخاطر أقل / أقل قلقا)
        - Tristram's Jird Meriones tristrami حالته (مخاطر أقل / أقل قلقا)

      - الجنس: عضل هندي
        - عضل هندي Tatera indica حالته (مخاطر أقل / أقل قلقا)

    - الفُصَيِْلَة: فئران
      - الجنس: دثيمة
        - Persian Field Mouse Apodemus arianus حالته (مخاطر أقل / أقل قلقا)
        - فأر الحقل الشرقي ذو الأسنان العريضة Apodemus mystacinus حالته (مخاطر أقل / أقل قلقا)
        - Black Sea Field Mouse Apodemus ponticus حالته (مخاطر أقل / أقل قلقا)

      - الجنس: ركين
        - جرذ بني (العراق) Nesokia bunnii LR/nt
        - ركين هندي قصير الذيل Nesokia indica حالته (أقل قلقٍ)

#### رتبةأرنبيات الشكل

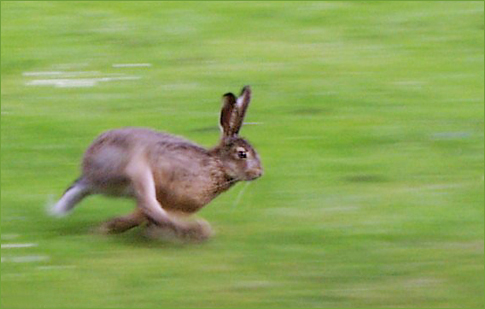
قواع أوروبي

رتبة أرنبيات الشكل تشمل على عائلتين هما عائلة (Leporidae) وتشمل (الأرانب والأرانب البرية) وعائلة ال (Ochotonidae) ال (بيكا)، على الرغم من أنها تشبه القوارض، وكانت تصنف على أنها فصيلة ضمن القوارض حتى أوائل القرن 20، ومنذ ذلك الحين تعتبر رتية منفصلة عن القوارض. وهي تختلف عن القوارض في عدد من الخصائص الجسمانية، مثل وجود أربعة قواطع في الفك العلوي بدلا من اثنين لدى القوارض.
- الفصيلة: أرانب (rabbits, hares)
  - الجنس: قواع
    - أرنب الصحراء البري Lepus capensis حالته (مخاطر أقل / أقل قلقا)
    - قواع أوروبي Lepus europaeus حالته (مخاطر أقل / أقل قلقا)

#### رتبةقنفذيات الشكل

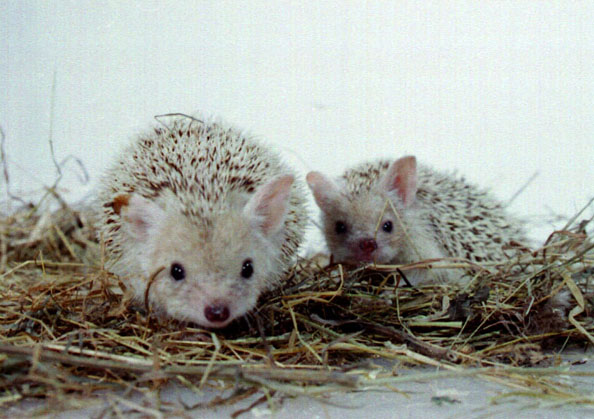
قنفذ طويل الأذن

رتبة قنفذيات الشكل تحوي على عائلة واحدة هي القنفذيات، والتي تحوي بدورها على القنافذ والقنافذ المشعرة، تعرف القنافذ باحتواء ظهرها على الأشواك بينما القنافذ المشعرة تبدو كجرذان كبيرة.
- الفصيلة: قنفذيات (hedgehogs)
  - الفُصَيِْلَة: قنفذ
    - الجنس: قنفذ نصفي
      - قنفذ حبشي Hemiechinus aethiopicus حالته (مخاطر أقل / أقل قلقا)
      - قنفذ طويل الأذن Hemiechinus auritus حالته (مخاطر أقل / أقل قلقا)

#### زبابيات الشكل

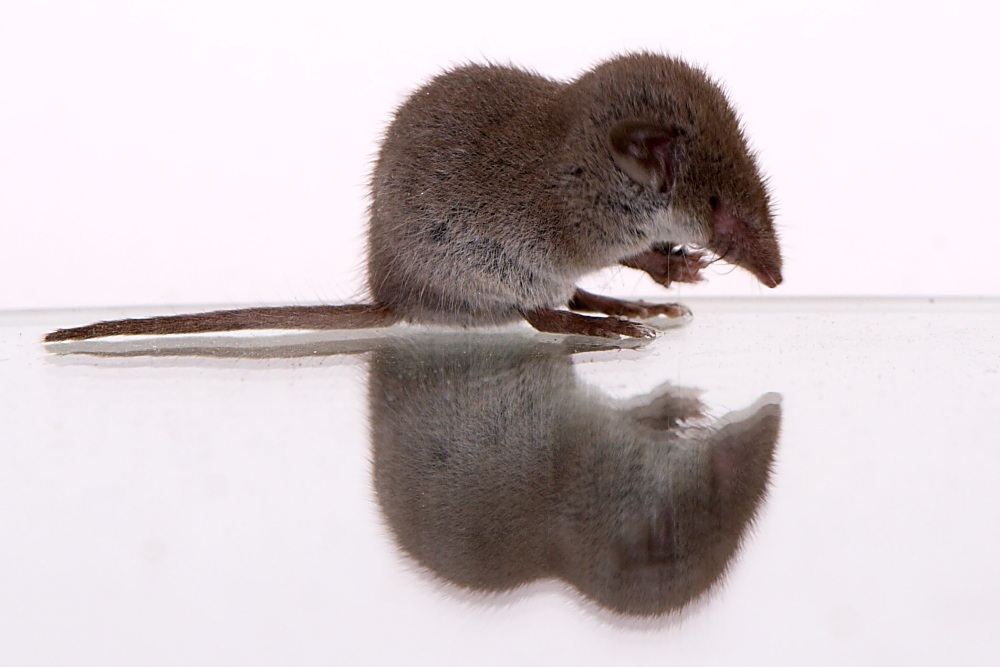
زباب أصغر أبيض الأسنان

زبابيات الشكل هي حيوانات آكلة للحشرات، فمن حيث الشكل الزبابات وال (solenodons) تشبه الفئران كثيراً، بينما الخلدان هي عبارة عن حيوانات قوية الجسم حافرة للأرض.
- الفصيلة: زبابات (shrews)
  - الفُصَيِْلَة: قرضاميات
    - الجنس: قرضامة
      - Bicolored Shrew Crocidura leucodon حالته (مخاطر أقل / أقل قلقا)
      - زباب أصغر أبيض الأسنان Crocidura suaveolens حالته (مخاطر أقل / أقل قلقا)

#### رتبةالخفاشيات
مما يميز الخفافيش أن أطرافها تطورت إلى أجنحة، وهي الثدييات الوحيدة في العالم القادرة على الطيران، وتشكل أنواع الخفافيش 20 بالمئة من الثدييات
- الفصيلة: خفافيش الليل
  - الفُصَيِْلَة: خفافيش الليل
    - الجنس: Myotis
      - خفاش ذو اذنين صغيرة Myotis blythii حالته (مخاطر أقل / أقل قلقا)
      - الخفاش ذو الأصابع الطويلة  [لغات أخرى]‏ Myotis capaccinii حالته عرضة (للانقراض)
      - خفاش ناتوري  [لغات أخرى]‏ Myotis nattereri حالته (مخاطر أقل / أقل قلقا)

  - الفُصَيِْلَة: Vespertilioninae
    - الجنس: Eptesicus
      - Botta's Serotine Eptesicus bottae حالته أقل قلق
      - Sind Bat Eptesicus nasutus حالته عرضة (للانقراض)
      - Northern Bat Eptesicus nilssoni حالته (مخاطر أقل / أقل قلقا)

    - الجنس: خفاش أذني
      - خفاش طويل الأذنين الصحراوي Otonycteris hemprichii حالته (مخاطر أقل / أقل قلقا)

    - الجنس: Pipistrellus
      - خفاش كوهل Pipistrellus kuhlii حالته أقل قلق
      - خفاش الرمال  [لغات أخرى]‏ Pipistrellus rueppelli حالته أقل قلق

  - الفُصَيِْلَة: خفاش محني الجناح
    - الجنس: خفاش محني الجناح
      - خفاش شرايبر Miniopterus schreibersii حالته أقل قلق
- الفصيلة: خفاش ذيل الفأر
  - الجنس: خفاش ذيل الفأر
    - Lesser Mouse-tailed Bat Rhinopoma hardwickei حالته أقل قلق
    - الخفاش فأري الذيل الكبير  [لغات أخرى]‏ Rhinopoma microphyllum حالته أقل قلق
- الفصيلة: خفاش حر الذيل
  - الجنس: Tadarida
    - خفاش حر الذيل الأوروبي Tadarida teniotis حالته (مخاطر أقل / أقل قلقا)
- الفصيلة: خفاش حدوة الفرس
  - الفُصَيِْلَة: خفاش حدوة الفرس
    - الجنس: خفاش حدوة الفرس
      - خفاش الحذوة المتوسطي Rhinolophus euryale حالته عرضة (للانقراض)
      - خفاش الحذوة الكبير Rhinolophus ferrumequinum حالته (انخفاض خطر / قريب مهدد)
      - خفاش الحذوة الصغير Rhinolophus hipposideros حالته أقل قلق
      - خفاش حذوة ميهيلي Rhinolophus mehelyi حالته عرضة (للانقراض)

#### رتبةالحيتانيات

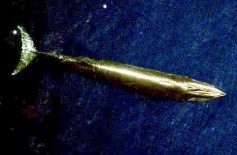
حوت بريدي

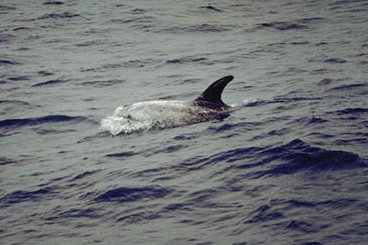
دخس ريسو

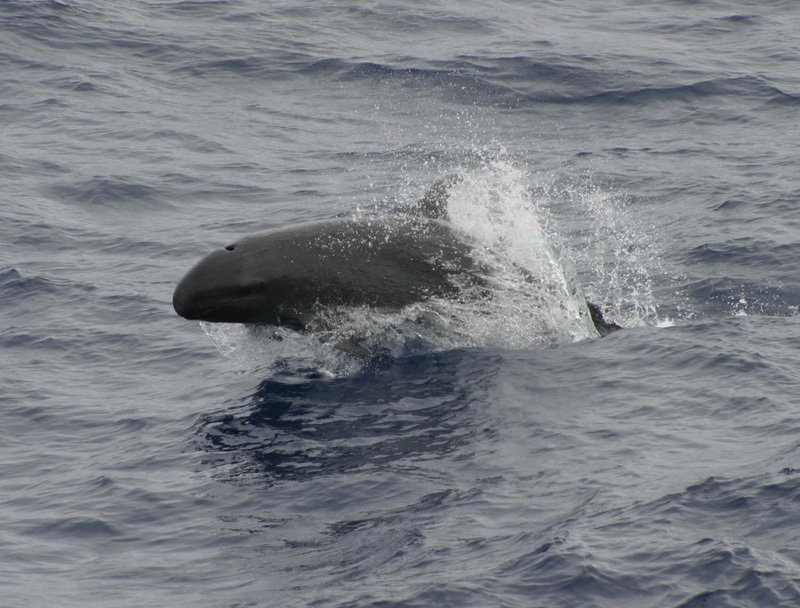
أركة كاذبة

تضم رتبة الحيتانيات كل من الحيتان والدلافين وخنازير البحر. تتكيف معظمها مع الحياة المائية بأجسام مغزلية الشكل، صلعاء تقريباً، محمية بطبقة سميكة من الشحم، والأطراف والذيل مهيئان لتوفير الدفع في الماء.
- الرُتَيْبَة: حوت باليني
  - الفصيلة: هراكلة
    - الفُصَيِْلَة: هراكلة
      - الجنس: هركول
        - حوت بريدي Balaenoptera edeni حالته (قصور بيانات)

    - الفُصَيِْلَة: جمل البحر
      - الجنس: جمل البحر
        - جمل البحر Megaptera novaeangliae حالته عرضة (للانقراض)
- الرُتَيْبَة: حيتان مسننة
  - الفُصَيِْلَة: دلفين نهري
    - الفصيلة: خنزير البحر
      - الجنس: خنزير البحر اللازعنفي الهندوباسيفيكي
        - خنزير البحر اللازعنفي الهندوباسيفيكي Neophocaena phocaenoides حالته (قصور بيانات)

    - الفصيلة: دلافين محيطية
      - الجنس: دلافين سنامية
        - دلفين أبيض صيني حالته (قصور بيانات)

      - الجنس: دلفين ريسو
        - دخس ريسو Grampus griseus حالته (قصور بيانات)

      - الجنس: أركيات مزيفة
        - الحوت القاتل الكاذب Pseudorca crassidens حالتها (مخاطر أقل / أقل قلقا)

#### رتبةاللواحم

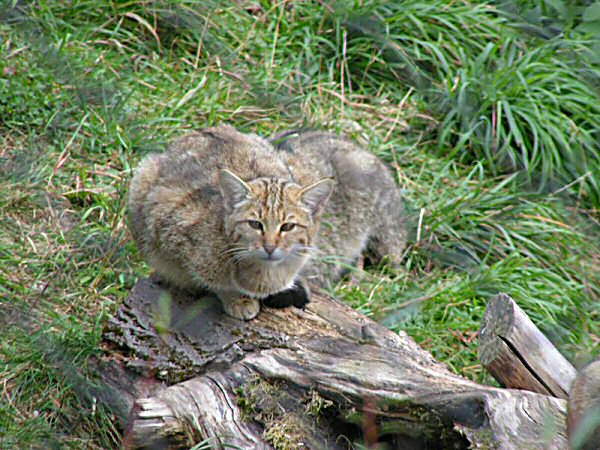
قط بري

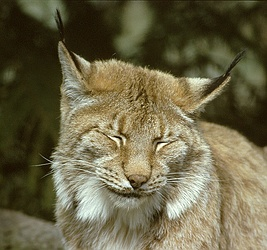
وشق أوراسي

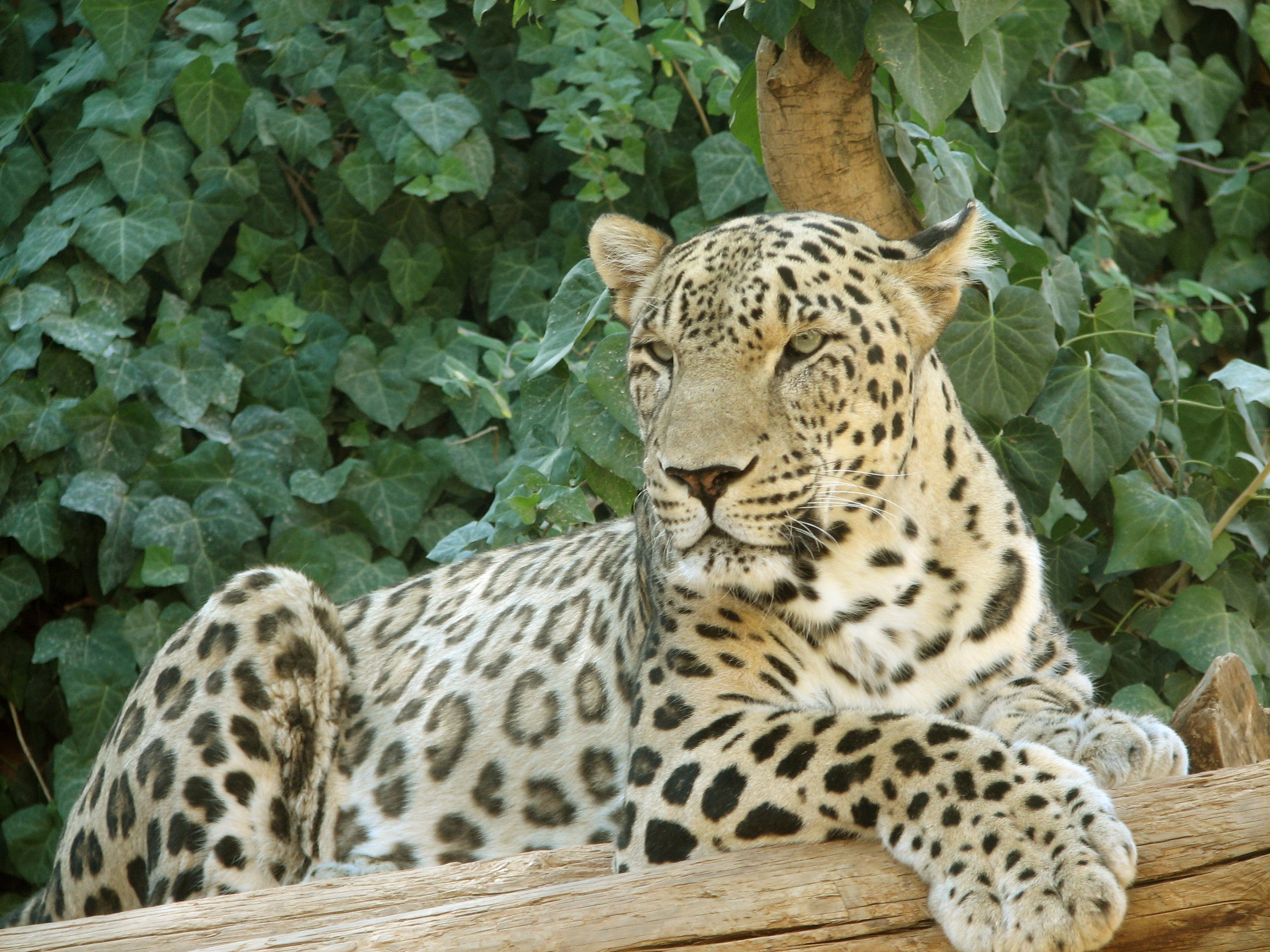
نمر فارسي

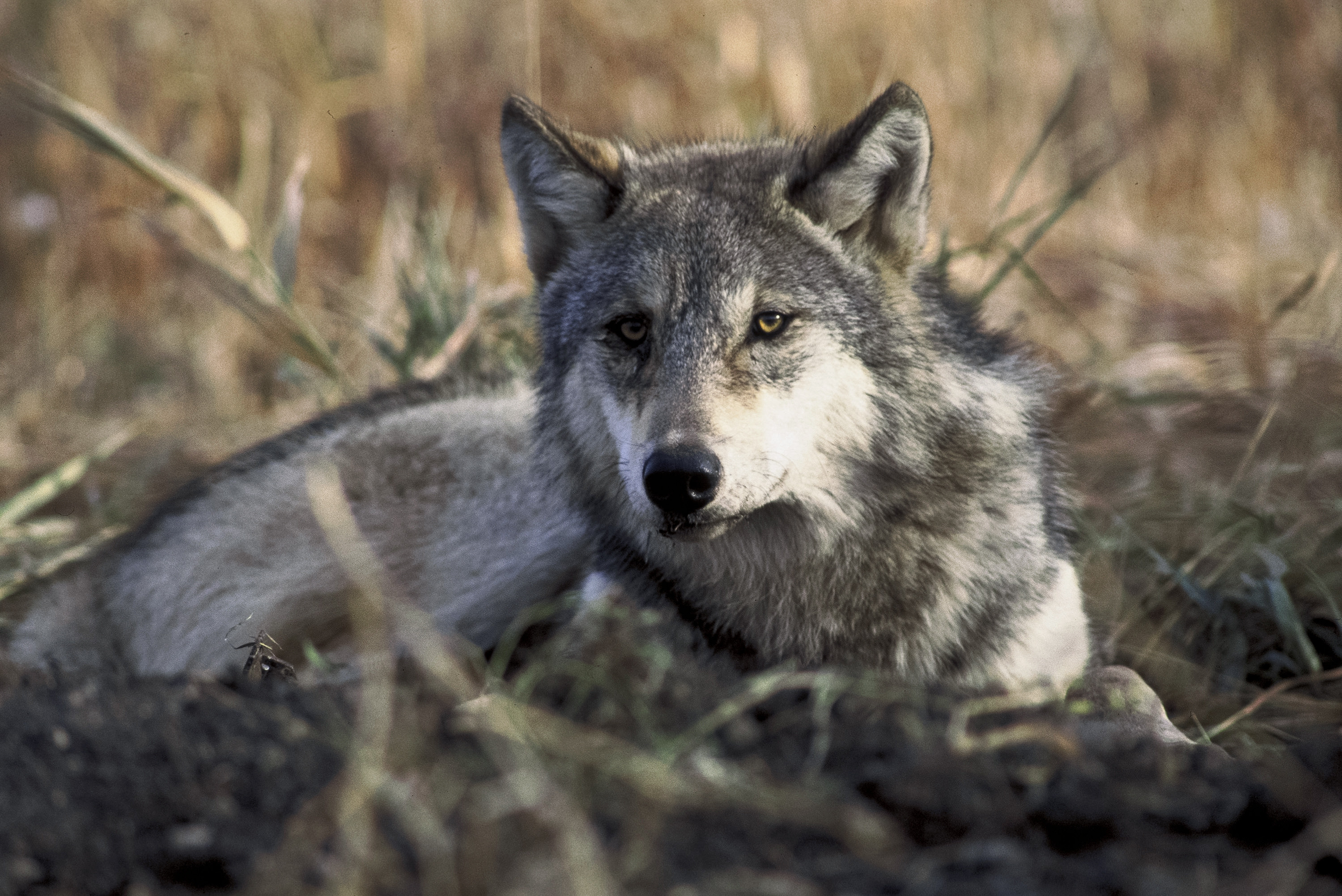
ذئب رمادي

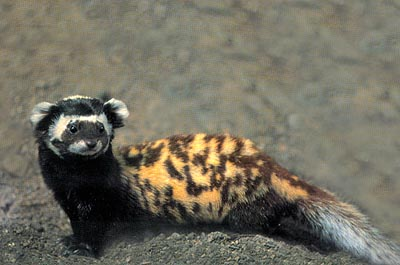
ابن عرس منتن مجزع

هناك أكثر من 260 نوعا من اللواحم، معظمها تتغذى أولياً على اللحوم، ويكون شكل الجمجمة والأسنان لديها مميزان.
- الرُتَيْبَة: سنوريات الشكل
  - الفصيلة: سنوريات (cats)
    - الفُصَيِْلَة: قطية
      - الجنس: ثابتة المخالب
        - فهد آسيوي Acinonyx jubatus venaticus حالته (مهدد بالانقراض)

      - الجنس: عناق الأرض
        - عناق الأرض Caracal caracal حالته (غير مهدد)

      - الجنس: قط
        - تفة Felis chaus حالته (غير مهدد)
        - قط الرمال Felis margarita حالته (قريب من التهديد بالانقراض)
        - قط بري Felis silvestris حالته (غير مهدد)

      - الجنس: وشق
        - وشق أوراسيا Lynx lynx حالته (قريب من التهديد بالانقراض)

    - الفُصَيِّلة: نمرية
      - الجنس: نمر
        - أسد آسيوي Panthera leo persica حالته معرض للانقراض
        - نمر فارسي Panthera pardus ciscaucasica حالته معرض للانقراض
        - ببر قزويني Panthera tigris virgata حالته منقرض

  - الفصيلة: الضبعيات
    - الجنس: ضبع مخططة
      - ضبع مخطط Hyaena hyaena /حالته (انخفاض خطر / قريب مهدد)
- الرُتَيْبَة: كلبيات الشكل
  - الفصيلة: كلبيات (dogs, foxes)
    - الجنس: ثعلبيات
      - ثعلب أحمر Vulpes vulpes حالته (غير مهدد)
      - ثعلب روبلVulpes rueppelli DD
      - ابن آوى الذهبي Canis aureus حالته (غير مهدد)
      - ذئب رمادي Canis lupus حالته (غير مهدد)

  - الفصيلة: الدبيات
    - الجنس: دببة (جنس)
      - دب بني Ursus arctos حالته (مخاطر أقل / غير مهدد)

  - الفصيلة: ابن عرس (mustelids)
    - الجنس: ابن عرس منتن مجزع
      - ابن عرس منتن مجزع Vormela peregusna حالته (مخاطر أقل / غير مهدد)

    - الجنس: غرير العسل
      - غرير العسل Mellivora capensis حالته (مخاطر أقل / غير مهدد)

    - الجنس: غرير أوراسي
      - غرير أوروبي Meles meles حالته (مخاطر أقل / غير مهدد)

    - الجنس: قضاعية
      - قضاعة (حيوان) Lutra lutra حالته (قريب من التهديد بالانقراض)

    - الجنس: كلب الماء (ماكسويل)
      - كلب الماء (ماكسويل) Lutrogale perspicillata حالته عرضة (للانقراض)

  - الفصيلة: نمسيات
    - الجنس: نمس آسيوي [الإنجليزية] Urva
      - نمس هندي صغير Urva auropunctata حالته (غير مهدد)

#### رتبةشفعيات الأصابع

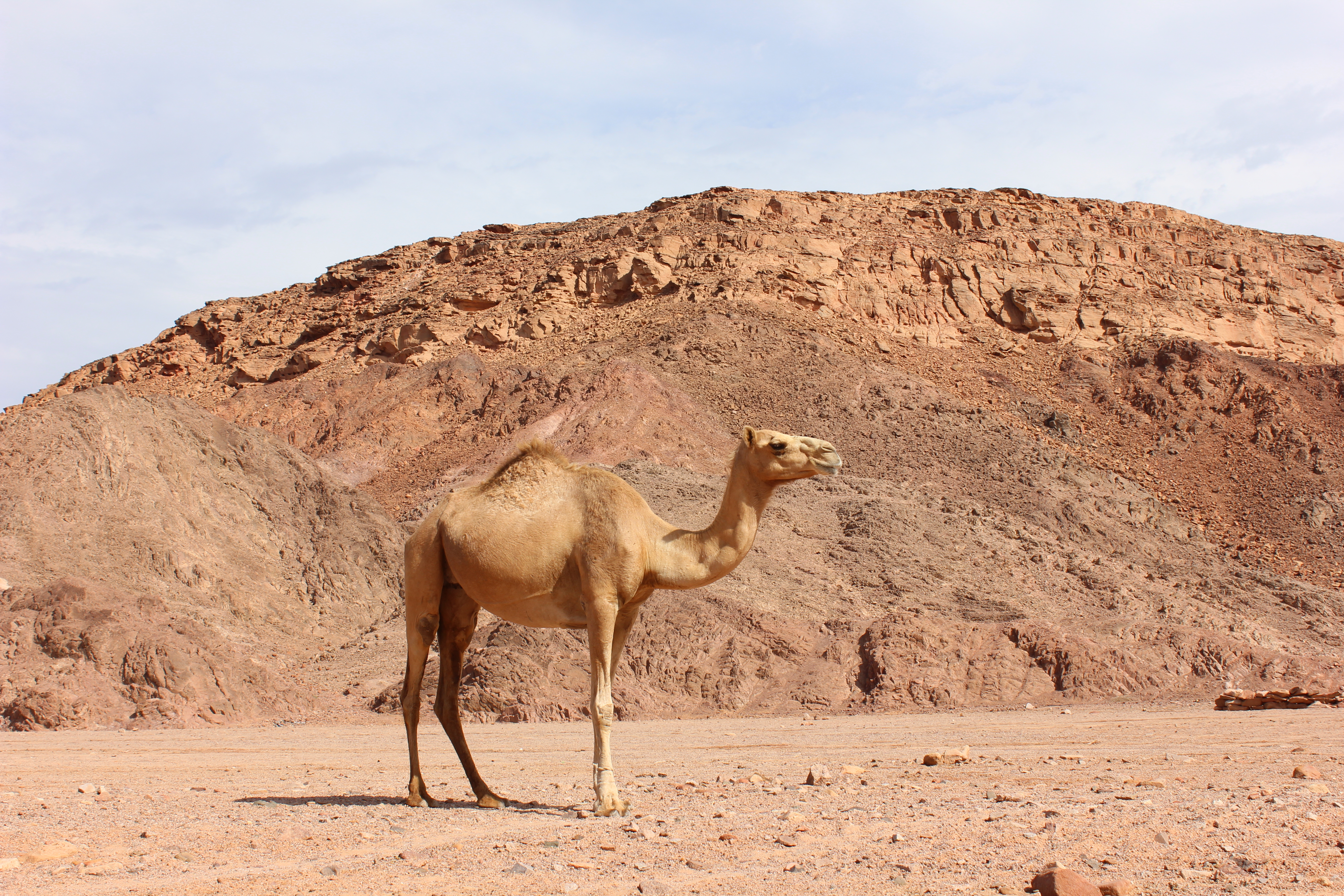
جمل عربي

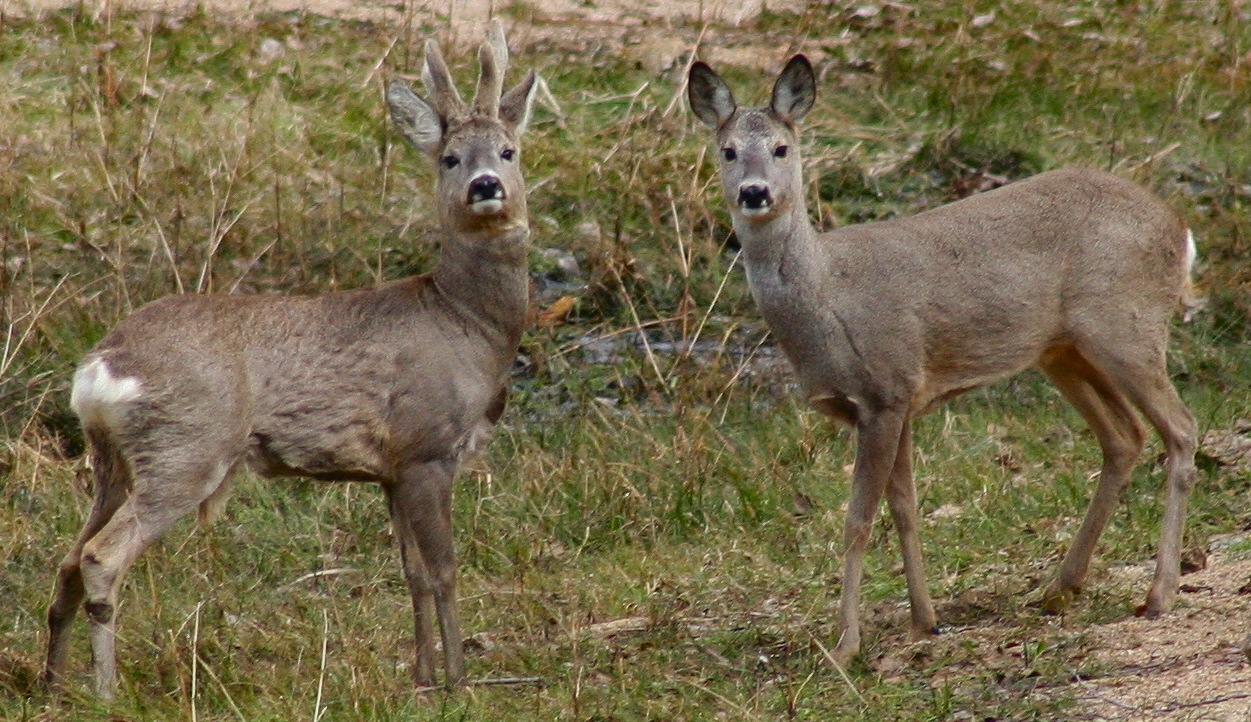
يحمور أوروبي

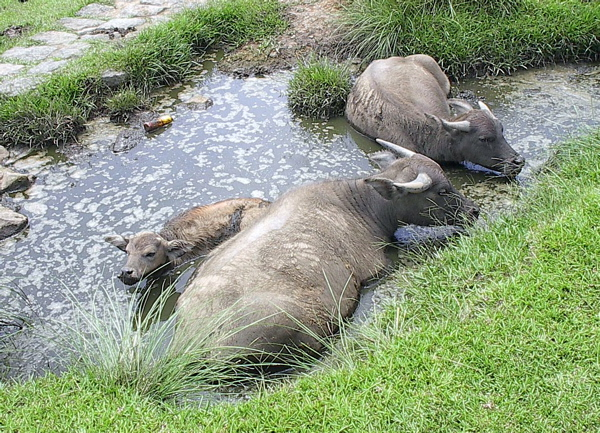
جاموس الماء

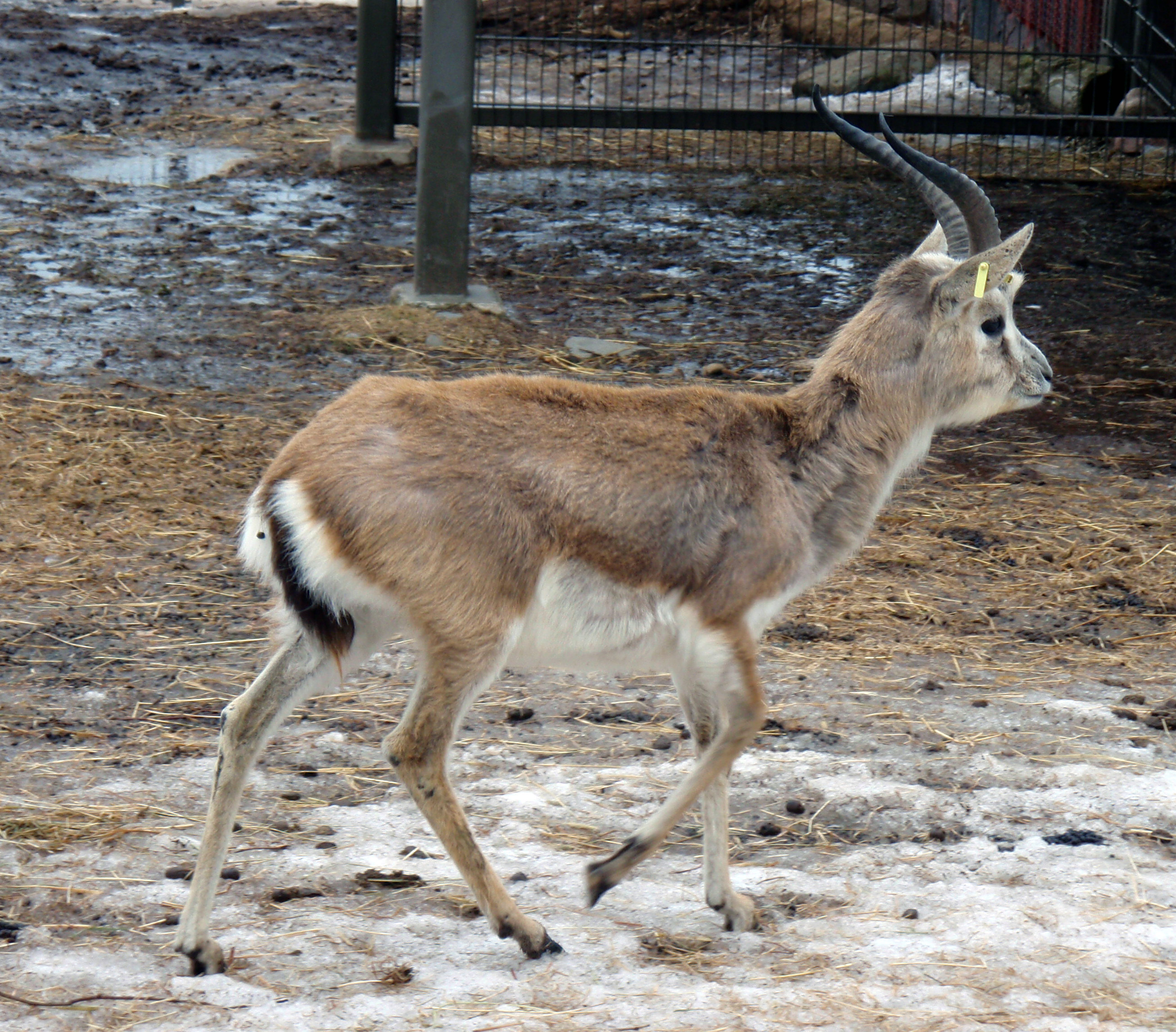
غزال درقي

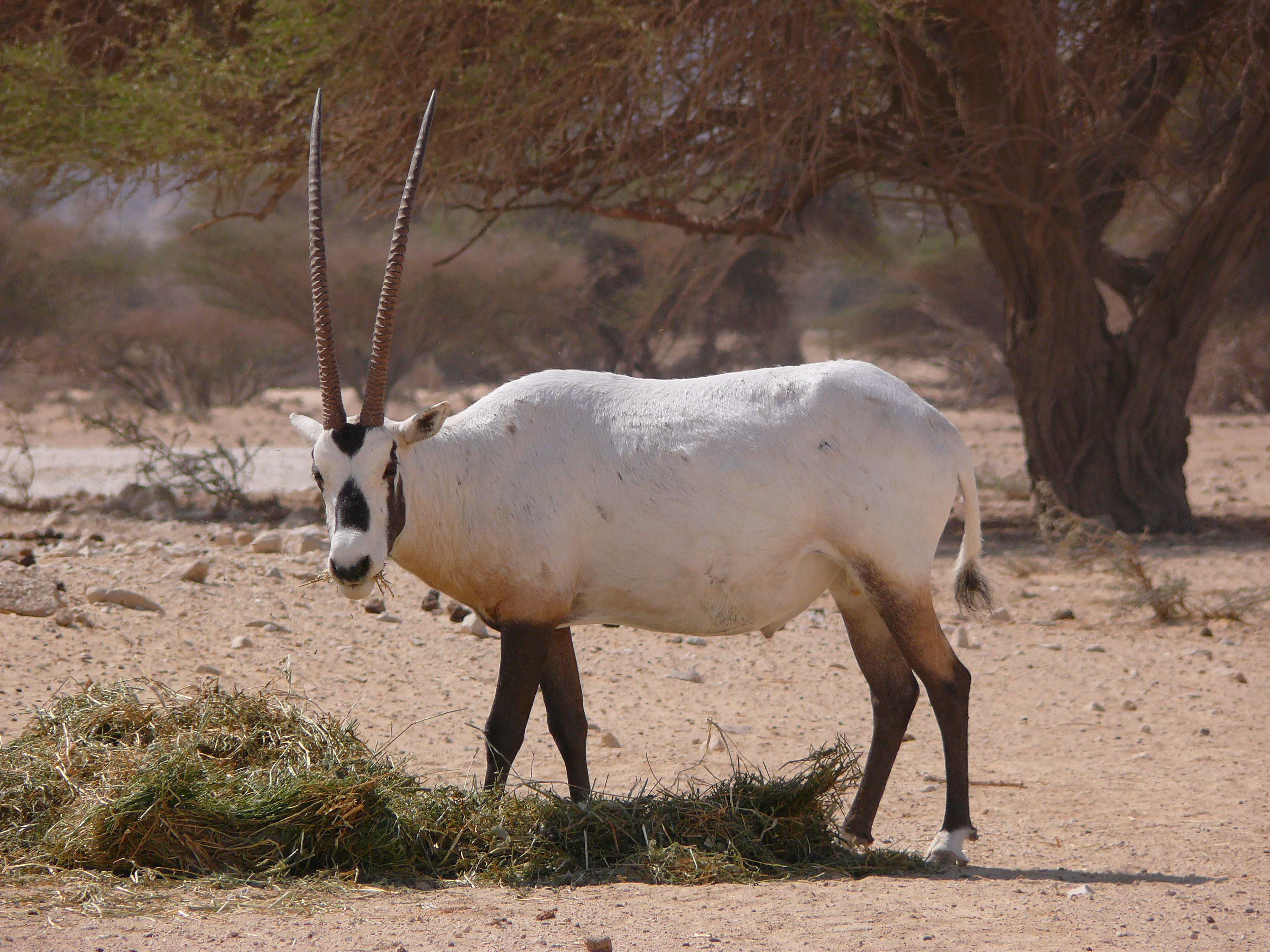
مها عربية

شفعيات الأصابع ينقسم وزن جسمها بالتساوي على إصبعي القدم الثالث والرابع على العكس من مفردات الأصابع التي يحتمل معظم أو كل وزنها على إصبع القدم الثالث. هناك حوالي 220 نوعاً من شفعيات الأصابع وكثير منها ذات أهمية إقتصادية عظيمة للبشر.
- الفصيلة: بقريات (الجمل العربي)
  -     - Genus: غنم
      - عواسي Ovis aries /حالته (مستأنس)
- الفصيلة: الجمليات (الجمل العربي)
  -     - الجنس: الجمل
      - جمل عربي Camelus dromedarius /حالته (مستأنس)
- الفصيلة: الأيليات
  - الفُصَيِْلَة: أيائل العالم القديم
    - الجنس: أيل أسمر أوروبي
      - أيل أسمر أوروبي Dama dama /حالته (مخاطر أقل / أقل قلقا)
      - أيل أسمر فارسي (Mesopotamian Fallow Deer) حالته معرض للانقراض

  - الفُصَيِْلَة: أيائل العالم الجديد
    - الجنس: يحمور
      - يحمور أوروبي Capreolus capreolus /حالته (مخاطر أقل / أقل قلقا)
- الفصيلة: بقريات (cattle, antelope, sheep, goats)
  - الفُصَيِْلَة: ظبائيات
    - الجنس: غزال
      - جاموس الماء  Buffalo Water FB
      - غزال سعودي Gazella saudiya حالته منقرض
      - غزال درقي Gazella subgutturosa حالته عرضة (للانقراض)

  - الفُصَيِْلَة: وعليات
    - الجنس: وعل (جنس)
      - ماعز بري Capra aegagrus حالته عرضة (للانقراض)

  - الفُصَيِْلَة: ظباء شبيهة الخيل
    - الجنس: مهاة
      - مها عربية Oryx leucoryx حالته معرض للانقراض
- الفصيلة: خنزيريات (pigs)
  -     - الجنس: خنزير
      - خنزير بري. "Sus scrofa" حالته (أقل قلقٍ)